# وینسترا
وینسترا (به لاتین: Vinstra) یک منطقهٔ مسکونی در نروژ است که در Nord-Fron واقع شده‌است. وینسترا ۲٫۹ کیلومتر مربع مساحت و ۲٬۵۸۸ نفر جمعیت دارد و ۲۴۱ متر بالاتر از سطح دریا واقع شده‌است.

## خواهرخوانده
شهر ریچموند، یورک‌شر شمالی خواهرخواندهٔ وینسترا هست.